# يوريت دي فيستا أليغري
بلدية يوريت دي فيستا أليغري (بالإسبانية: Lloret de Vista Alegre) هي بلدية تقع في منطقة جزر البليار شرق إسبانيا.

## الديموغرافيا
بلغ عدد سكان بلدية يوريت دي فيستا أليغري 1.290 نسمة عام 2011 (وفقاً للمعهد الوطني للإحصاء الإسباني).
| 840 | 334 | 320 | 707 | 018 | 327 | 1.290 |